# Cestrum uhdei
Cestrum uhdei là loài thực vật có hoa trong họ Cà. Loài này được Dammer ex Francey mô tả khoa học đầu tiên năm 1935.